# Crazy Nights
Crazy Nights je čtrnácté studiové album americké rockové skupiny Kiss. Album vyšlo 15. září 1987. Díky klávesám ale i celkovému jemnému zvuku desky se jedná o značný odklon od předešlých nahrávek. Mnoho písní zaznělo živě pouze při turné k této desce a na dalších turné se již vůbec písně z tohoto alba neobjevily.

## Seznam skladeb
| Základní verze | Základní verze              | Základní verze               | Základní verze | Základní verze |
| Pořadí         | Název                       | Autor                        | Hlavní zpěvák  | Délka          |
| -------------- | --------------------------- | ---------------------------- | -------------- | -------------- |
| 1.             | Crazy Crazy Nights          | Stanley / Mitchell           | Paul Stanley   | 3:47           |
| 2.             | I'll Fight Hell to Hold You | Stanley / Mitchell / Kulick  | Stanley        | 4:10           |
| 3.             | Bang Bang You               | Stanley / Child              | Stanley        | 3:53           |
| 4.             | No, No, No                  | Simmons / Kulick / Eric Carr | Gene Simmons   | 4:19           |
| 5.             | Hell or High Water          | Simmons / Bruce Kulick       | Simmons        | 3:28           |
| 6.             | My Way                      | Stanley / Child / Turgon     | Stanley        | 3:58           |
| 7.             | When Your Walls Come Down   | Stanley / Mitchell / Kulick  | Stanley        | 3:25           |
| 8.             | Reason to Live              | Stanley / Child              | Stanley        | 4:00           |
| 9.             | Good Girl Gone Bad          | Simmons / Sigerson / Diggins | Simmons        | 4:35           |
| 10.            | Turn on the Night           | Stanley / Warren             | Stanley        | 3:18           |
| 11.            | Thief in the Night          | Simmons / Weissman           | Simmons        | 4:07           |
| Celková délka: | Celková délka:              | Celková délka:               | Celková délka: | 42:53          |

## Obsazení
- Kiss:
  - Paul Stanley – rytmická kytara, zpěv
  - Gene Simmons – basová kytara, zpěv
  - Bruce Kulick – sólová kytara, zpěv
  - Eric Carr – bicí, zpěv
- Ostatní hudebníci:
  - Phil Ashley – klávesy
  - Tom Kelly – doprovodné vokály

## Umístění
| Země       | Umístění |
| ---------- | -------- |
| Austrálie  | 24       |
| Kanada     | 21       |
| Nizozemsko | 44       |
| Evropa     | 23       |
| Finsko     | 4        |
| Německo    | 44       |
| Norsko     | 8        |
| Švédsko    | 11       |
| Švýcarsko  | 14       |
| UK         | 4        |
| USA        | 18       |

| Rok  | Singl                | Hitparáda            | Pozice |
| ---- | -------------------- | -------------------- | ------ |
| 1987 | "Crazy Crazy Nights" | US Billboard Hot 100 | 65     |
| 1987 | "Crazy Crazy Nights" | US Mainstream Rock   | 37     |
| 1987 | "Crazy Crazy Nights" | Austrálie            | 34     |
| 1987 | "Crazy Crazy Nights" | Nizozemsko           | 28     |
| 1987 | "Crazy Crazy Nights" | Norsko               | 7      |
| 1987 | "Crazy Crazy Nights" | UK Singly            | 4      |
| 1987 | "Reason to Live"     | US Mainstream Rock   | 34     |
| 1987 | "Reason to Live"     | Nizozemsko           | 89     |
| 1987 | "Reason to Live"     | UK Singly            | 33     |
| 1988 | "Reason to Live"     | Billboard Hot 100    | 64     |
| 1987 | "Turn On the Night"  | UK Singly            | 41     |